# Pelidnota hernanlequericai
Pelidnota hernanlequericai är en skalbaggsart som beskrevs av Soula 2006. Pelidnota hernanlequericai ingår i släktet Pelidnota och familjen Rutelidae. Inga underarter finns listade i Catalogue of Life.